# Toaplan

Logotipo da extinta desenvolvedora de videogames japonesa Toaplan.

Toaplan (東亜プラン, Tōapuran) foi uma software house japonesa que declarou falência em 1994.

## Jogos
| Ano  | Jogo                                           | Publicadora           |
| ---- | ---------------------------------------------- | --------------------- |
| 1984 | Jongou                                         | SNK                   |
| 1985 | Performan                                      | Data East             |
| 1985 | Tiger Heli                                     | Taito Corporation     |
| 1985 | Jongkyou                                       | Data East             |
| 1986 | Get Star / Guardian                            | Taito Corporation     |
| 1986 | Slap Fight / Alcon                             | Taito Corporation     |
| 1986 | Mahjong Sisters                                | Toaplan               |
| 1987 | Hishouzame / Sky Shark / Flying Shark          | Taito Corporation     |
| 1987 | Wardner (no Mori) / Pyros                      | Taito Corporation     |
| 1987 | Kyuukyoku Tiger / Twin Cobra                   | Taito Corporation     |
| 1988 | Dash Yarou / Rally Bike                        | Taito Corporation     |
| 1988 | Tatsujin / Truxton                             | Taito Corporation     |
| 1989 | Hellfire                                       | Taito Corporation     |
| 1989 | Daisenpuu / Twin Hawk                          | Taito Corporation     |
| 1989 | Zero Wing                                      | Taito Corporation     |
| 1989 | Horror Story / Demon's World                   | Taito Corporation     |
| 1989 | Same! Same! Same! / Fire Shark                 | Toaplan               |
| 1990 | Out Zone                                       | Romstar               |
| 1990 | Snow Bros.: Nick & Tom                         | Romstar               |
| 1991 | Vimana                                         | Romstar               |
| 1991 | Teki Paki                                      | Toaplan               |
| 1991 | Ghox                                           | Romstar               |
| 1992 | Pipi & Bibi's / Whoopee!!                      | Romstar               |
| 1992 | Dogyuun(!!)                                    | Toaplan               |
| 1992 | Tatsujinou / Truxton II                        | Toaplan               |
| 1992 | Fixeight                                       | Toaplan               |
| 1993 | Grind Stormer / V-V                            | Toaplan               |
| 1993 | Enma Daiou                                     | Toaplan               |
| 1993 | Knuckle Bash                                   | Toaplan / Atari Games |
| 1993 | Batsugun                                       | Toaplan               |
| 1994 | Otenki Paradise / Snow Bros. 2: With New Elves | Hanafram              |